# تایرا نو آتسوموری
تایرا نو آتسوموری ((به ژاپنی: 平 敦盛 Taira no Atsumori); ۱ ژانویهٔ ۱۱۶۹ – ۲۰ مارس ۱۱۸۴) سامورایی اهل ژاپن بود. عمده شهرت وی به علت مرگ زودرس وی در ۱۶ سالگی در نبرد ایچی نو تانی توسط سپاه میناموتو نو یوشی‌تسونه از خاندان میناموتو است.